# Phacochoerus africanus
El facóquero común o jabalí verrugoso (Phacochoerus africanus) es una especie de mamífero artiodáctilo de la familia Suidae, una de las dos especies de Phacochoerus que existen. Es la más numerosa en las sabanas de África.
También conocido por el personaje de Pumba en El rey león

## Descripción

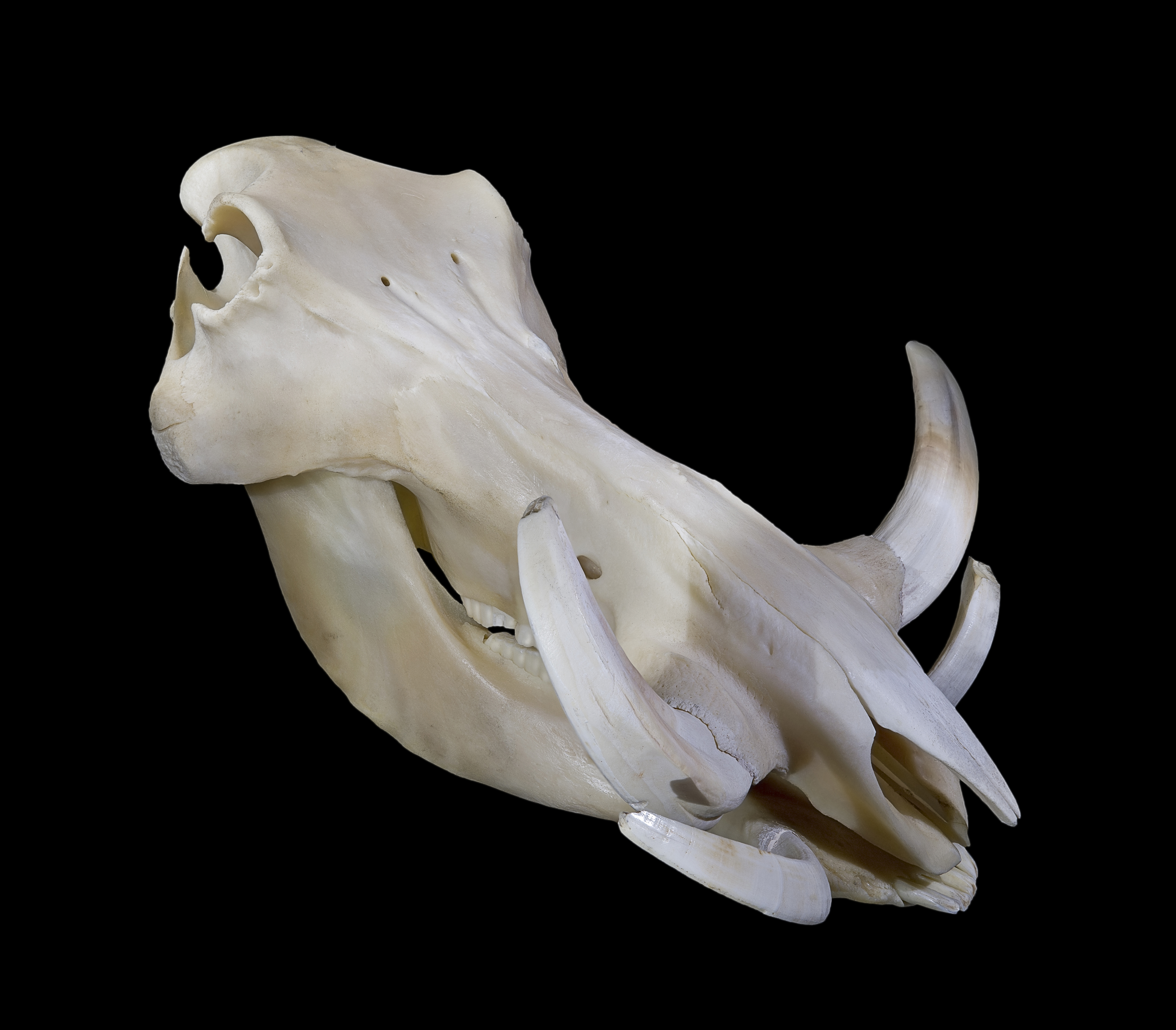
Cráneo.

A pesar de que los facóqueros se ven comúnmente en pastizales abiertos, siempre buscan refugio en la vegetación con forraje más denso. De hecho, los facóqueros prefieren alimentarse en zonas densas y húmedas.
La dieta del facóquero es omnívora, compuesta de hierbas, raíces, bayas y otras frutas, cortezas, hongos, huevos, animales muertos, y pequeños mamíferos, incluso reptiles y aves. La dieta es estacionalmente variable, dependiendo de la disponibilidad de diferentes alimentos. Las áreas con muchos bulbos, rizomas y raíces nutritivas pueden atraer a un gran número de facóqueros.
Los facóqueros son excavadores de gran alcance; utilizan tanto el hocico como los pies. Para comer, a menudo doblan las patas delanteras hacia atrás. Poseen almohadillas callosas que protegen las muñecas durante el movimiento; lo logran muy temprano en el desarrollo del feto. A pesar de que pueden cavar sus propias madrigueras, comúnmente ocupan madrigueras abandonadas de cerdo hormiguero u otros animales. El facóquero entra al revés en las madrigueras, con la cabeza siempre de cara a la apertura y listo para huir si es necesario.
Los facóqueros son corredores rápidos. A menudo corren con la cola hacia arriba. A pesar de sus problemas de visión, los facóqueros tienen un buen sentido del olfato, que utilizan para la localización de los alimentos, la detección de depredadores y el reconocimiento de otros animales.

## Relaciones ecológicas

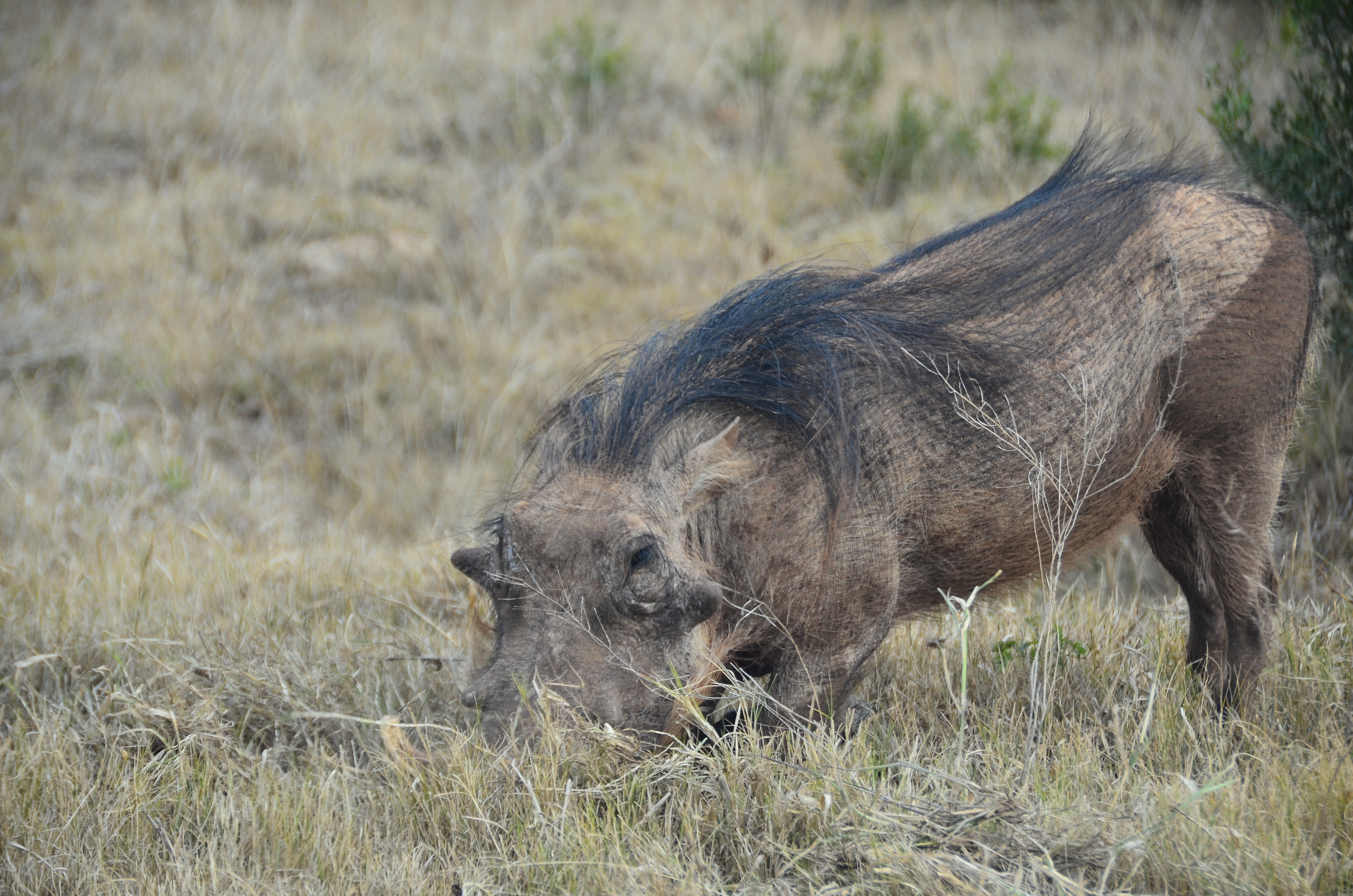
Facóquero africano en Addo (Sudáfrica)

Aunque es capaz de luchar (los machos luchan agresivamente entre sí durante la temporada de apareamiento), la primera defensa del jabalí es huir en rápida carrera. Los principales depredadores del facóquero son los licaones, los leopardos, los leones, los guepardos, las hienas y los cocodrilos. Evitan a sus feroces depredadores nocturnos, siendo activos durante el día y refugiándose en las madrigueras por la noche. Y a su vez, las aves rapaces como el búho real y águilas marciales a veces se aprovechan de los lechones. Una hembra con lechones los defenderá de manera muy agresiva. En algunas ocasiones se han observado a jabalíes agrediendo a grandes depredadores. También se han observado permitiendo a mangostas limpiarlos para eliminar sus garrapatas.

## Comportamiento

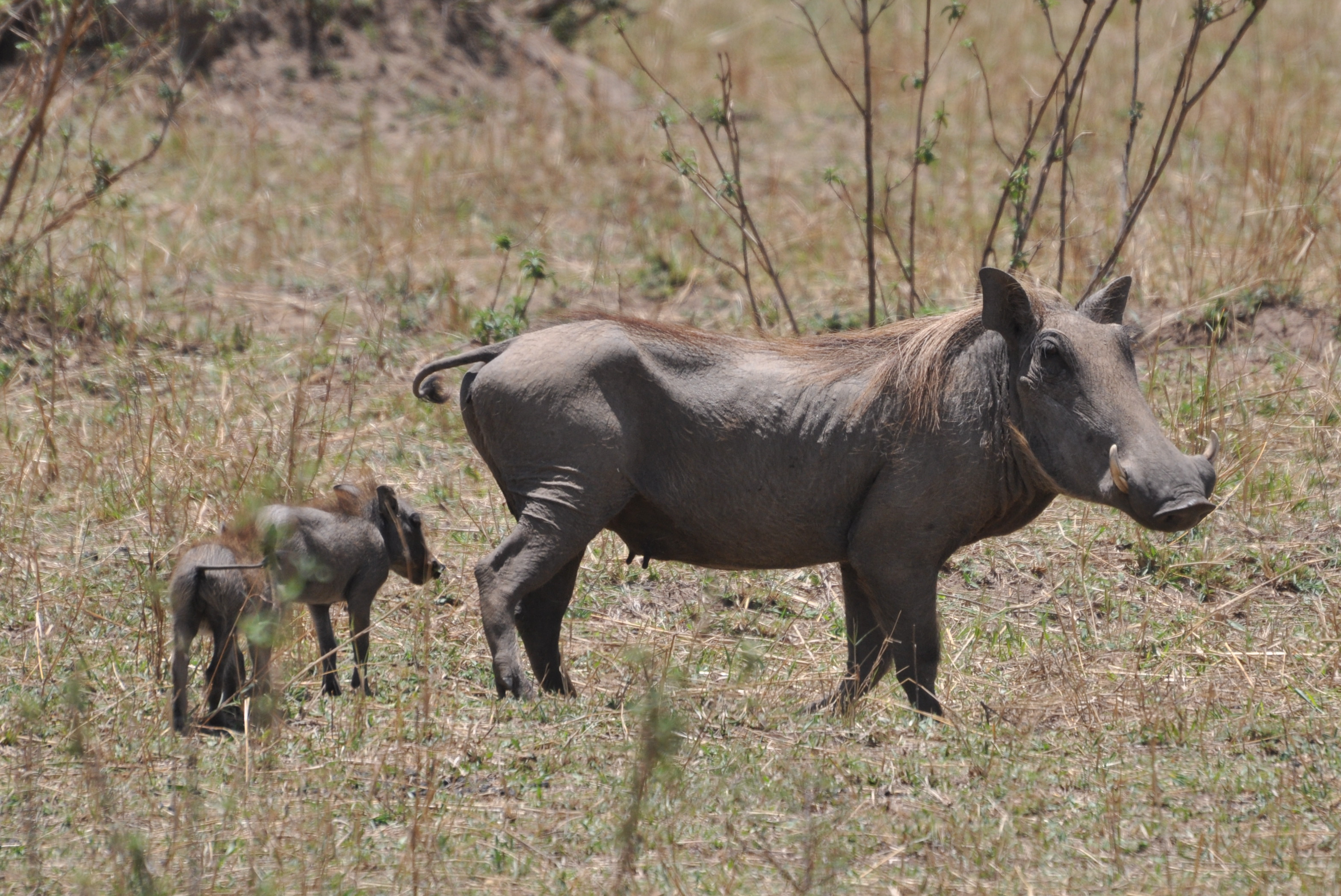
Hembra con sus crías, en el Serengeti National Park, Tanzania.

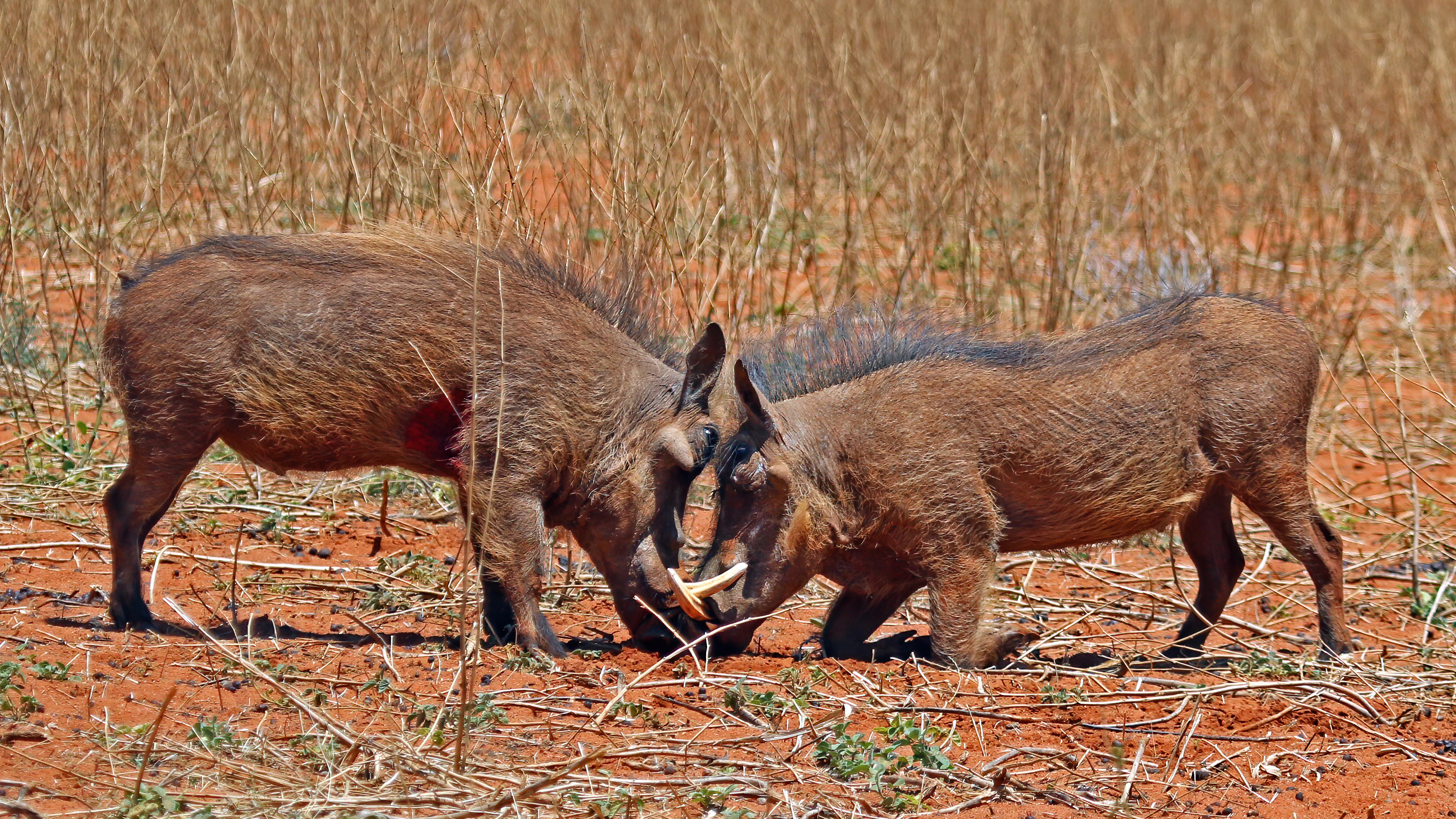
Machos jóvenes luchando, en el Tswalu Kalahari Reserve, Sudáfrica.

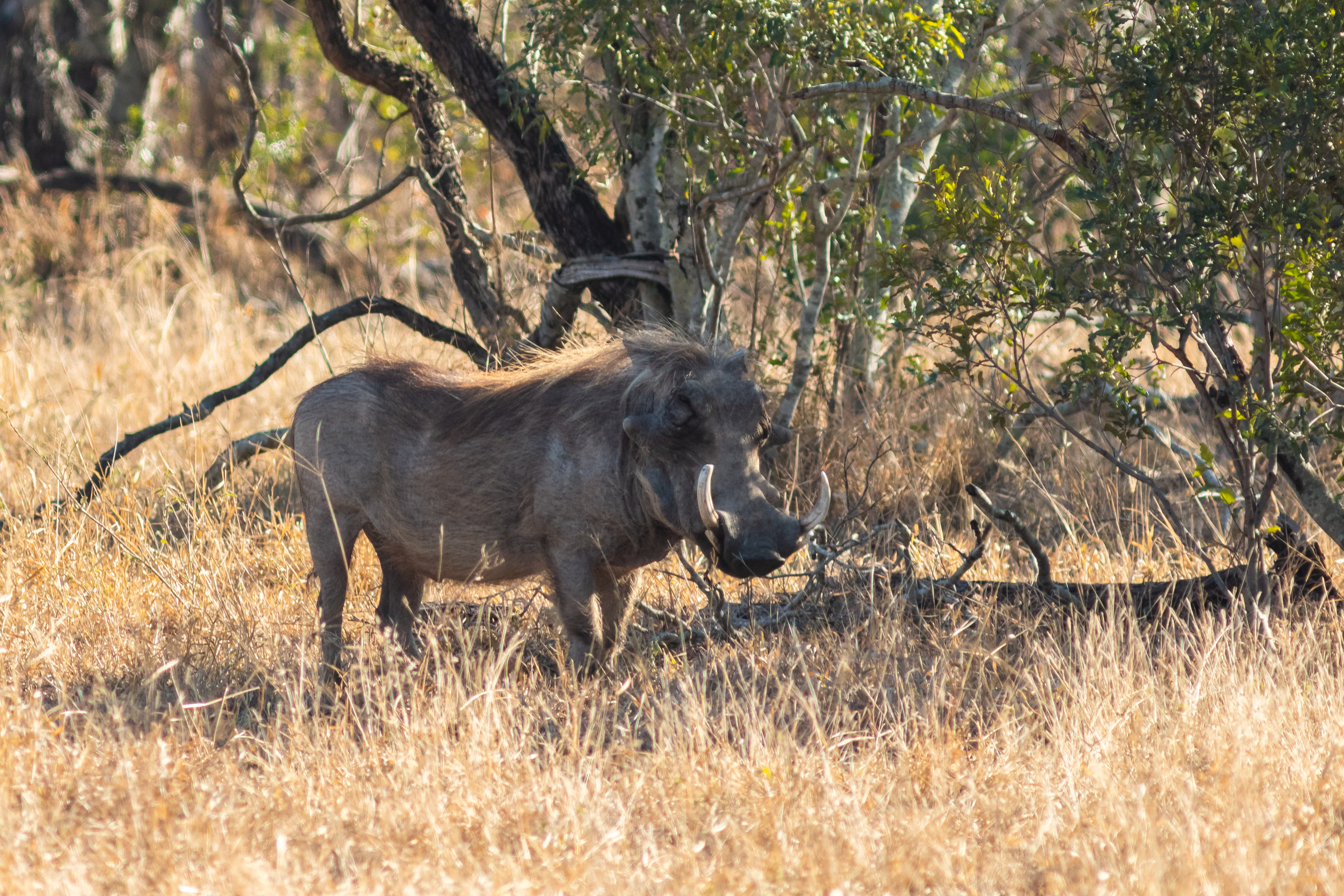
Ejemplar en el parque nacional Kruger, Sudáfrica.

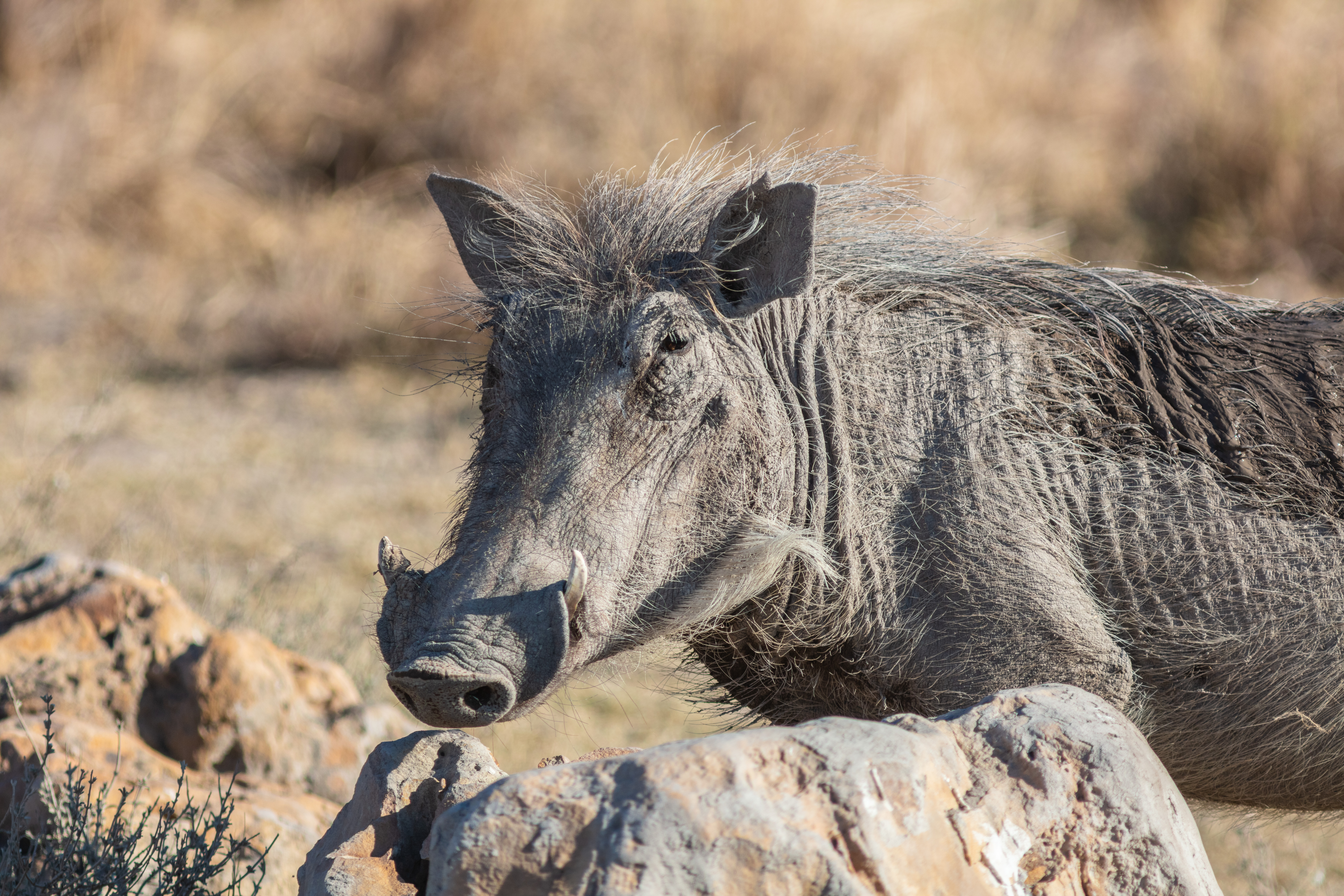
Retrato de un ejemplar en Botsuana.

Los facóqueros comunes no son territoriales, sino que ocupan un área de acción. Los facóqueros comunes viven en pequeños grupos. Las hembras viven con sus crías y con otras hembras, y tienden a permanecer en sus grupos natales, mientras que los machos se van, aunque quedándose dentro del ámbito del hogar. Los machos adultos solo se unen a las hembras cuando están en celo.
Los jabalíes tienen dos glándulas faciales: la glándula colmillo y la glándula sebácea. Los facóqueros comunes de ambos sexos empiezan a marcar territorio alrededor de los seis a siete meses de edad. Los machos tienden a marcar más que las hembras. Marcan zonas de descanso y pozos de donde extraen el agua. Los facóqueros comunes utilizan los colmillos para el cortejo y para comportamientos antagónicos.

## Subespecies
- P. a. aeliani (Cretzschmar, 1828) – Eritrea, Etiopía, Yibuti, Somalia
- P. a. africanus (Gmelin, 1788) – Burkina Faso, Costa de Marfil, República Democrática del Congo, Etiopía, Ghana, Guinea-Bissau, Chad, Mauritania, Nigeria, Senegal, Sudán
- P. a. massaicus (Lönnberg, 1908) – Kenia, Tanzania
- P. a. sundevallii (Lönnberg, 1908) – Botsuana, Namibia, Sudáfrica, Zimbabue